# Bhumidevi Corona
Bhumidevi Corona est une corona, formation géologique en forme de couronne, située sur la planète Vénus par -17,2° S et 343,6° E. Elle est localisée dans le quadrangle de Carson. Elle a été nommée en référence à Bhumidevi, déesse hindoue de la Terre. 

## Géographie et géologie
Bhumidevi Corona couvre une surface circulaire d'environ 150 km de diamètre. 